# Kökart
Der Kökart (kirgisisch Көк-Арт; russisch Кугарт, Kugart) ist ein bedeutender rechter Nebenfluss des Kara-Daryja in Kirgisistan und Usbekistan.
Der Kökart entspringt am Südwesthang des Ferghanagebirges. Der Kökart fließt anfangs in westlicher Richtung durch das Bergland. Er erreicht das Ferghanatal und wendet sich nach Südsüdwest. Der Fluss durchfließt die Gebietshauptstadt Dschalal-Abad und passiert anschließend die beiden Orte Suzak und Kümüsch-Asis. Die letzten Kilometer bildet er die Grenze zu Usbekistan. Schließlich mündet er westlich (unterhalb) der Andijon-Talsperre in den Kara-Daryja (Qoradaryo). Der Kökart hat eine Länge von 105 km. Er entwässert ein Areal von 1370 km². Der mittlere Abfluss beträgt 18,1 m³/s.